# Ла-Кро
Ла-Кро (фр. La Crau) — коммуна на юго-востоке Франции в регионе Прованс — Альпы — Лазурный берег, департамент Вар, округ Тулон, кантон Ла-Кро.
Площадь коммуны — 37,87 км², население — 15 798 человек (2006) с тенденцией к росту: 16 592 человека (2012), плотность населения — 438,0 чел/км².

## Население
Население коммуны в 2011 году составляло — 16 855 человек, а в 2012 году — 16 592 человека.
| 1962 | 1968 | 1975 | 1982 | 1990  | 1999  | 2006  | 2011  | 2012  |
| ---- | ---- | ---- | ---- | ----- | ----- | ----- | ----- | ----- |
| 4802 | 5308 | 5772 | 8877 | 11257 | 14509 | 15798 | 16855 | 16592 |

Динамика населения:

## Экономика
В 2010 году из 10 908 человек трудоспособного возраста (от 15 до 64 лет) 7780 были экономически активными, 3128 — неактивными (показатель активности 71,3 %, в 1999 году — 67,0 %). Из 7780 активных трудоспособных жителей работали 7060 человек (3698 мужчин и 3362 женщины), 720 числились безработными (302 мужчины и 418 женщин). Среди 3128 трудоспособных неактивных граждан 1081 были учениками либо студентами, 1055 — пенсионерами, а ещё 992 — были неактивны в силу других причин.
На протяжении 2010 года в коммуне числилось 6723 облагаемых налогом домохозяйства, в которых проживало 17 156,5 человек. При этом медиана доходов составила 20 тысяч 365 евро на одного налогоплательщика.